# Show Some Emotion
Show Some Emotion è il quarto album in studio della cantautrice britannica Joan Armatrading, pubblicato nel 1977.

## Tracce
Side 1
1. Woncha Come on Home – 2:40
2. Show Some Emotion – 3:31
3. Warm Love – 3:04
4. Never Is Too Late – 5:32
5. Peace in Mind – 3:19

Side 2
1. Opportunity – 3:25
2. Mama Mercy – 2:47
3. Get in the Sun – 3:19
4. Willow – 4:53
5. Kissin' and a Huggin' – 4:42